# Pine Island, Minnesota
Pine Island là một thành phố thuộc quận Goodhue, tiểu bang Minnesota, Hoa Kỳ. Năm 2010, dân số của thành phố này là 3263 người.

## Dân số
- Dân số năm 2000: 2337 người.
- Dân số năm 2010: 3263 người.